# Castelo de Frœschwiller

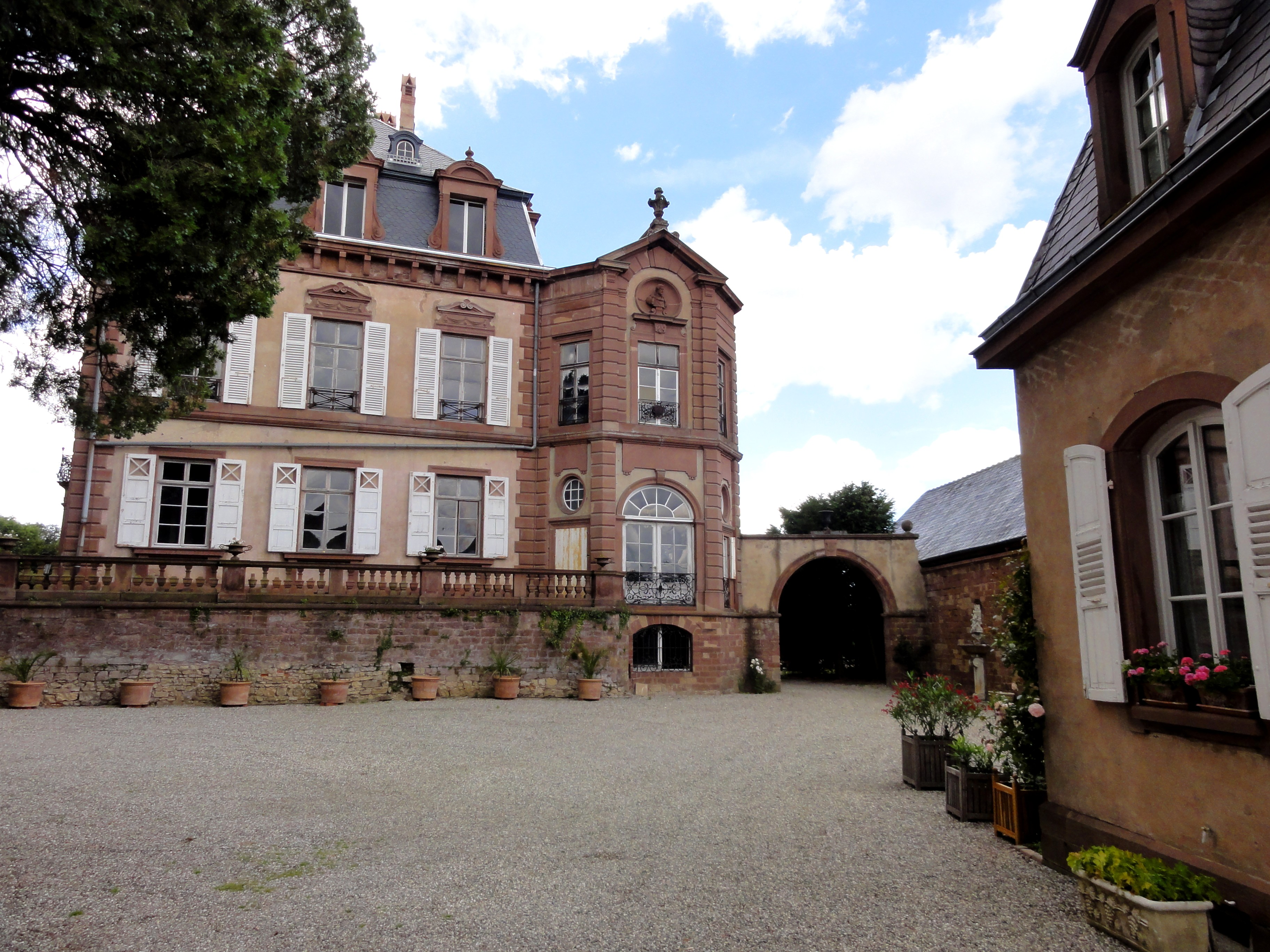
Château de Frœschwiller

Château de Frœschwiller é um château na comuna de Frœschwiller, no departamento de Bas-Rhin, Alsácia, na França. Construído em 1890, foi classificado como um Monumento histórico em 2009.